# Angdo
Angdo (kinesiska: 昂多, 昂多乡, 吉措) är en socken i Kina. Den ligger i den autonoma regionen Tibet, i den sydvästra delen av landet, omkring 720 kilometer öster om regionhuvudstaden Lhasa. Antalet invånare är 2156. Befolkningen består av 1 013 kvinnor och 1 143 män. Barn under 15 år utgör 29,0 %, vuxna 15-64 år 65 %, och äldre över 65 år 4,0 %.
Genomsnittlig årsnederbörd är 667 millimeter. Den regnigaste månaden är juli, med i genomsnitt 205 mm nederbörd, och den torraste är november, med 2 mm nederbörd.